# TOKYO机场～东京机场管制保安部～
《TOKYO机场～东京机场管制保安部～》（日语：TOKYOエアポート～東京空港管制保安部～）是自2012年10月14日在富士电视台播出的日本电视剧，以空中交通管制為主題、東京國際機場（羽田機場）為背景，由深田恭子、佐佐木希、瀨戶康史、要润、瀨戶朝香及時任三郎領銜主演，並得到日本航空及全日空支持下拍攝。

## 故事大綱
故事講述原在機場任職日本航空機場地勤的篠田香織（深田恭子飾），因為某個契機而辭去工作，參加國家考試，並在航空保安大學進修，完成嚴格訓練，最終成為羽田機場管制部獨當一面的航空管制官。
充滿了緊張、興奮以及不安的她登上管制塔，在那的是一群即使面對緊急情況也能冷靜對應的保護人命的專業人員，他們每一個人都有著獨特的個性。篠田與資歷豐富的在職培訓管制官竹內裕美（瀨戶朝香飾）一同執行航空管制，但因為疏忽而造成的錯誤，篠田差一點引起事故。雖然內疚，但她很快振作了起來，經過一連串的危機處理，加上用心學習的態度，篠田開始熟習管制塔上的職務，無論在進場及管制塔上，逐漸成為出色的管制官。

## 沿襲
《TOKYO机场～东京机场管制保安部～》的劇情發生在富士電視台收費頻道NEXT播放的劇集《TOKYO CONTROL 東京航空交通管制部》之後兩年，但主場景由東京航空交通管制部（Tokyo Control）轉為羽田機場的管制塔。
部份前作演員則轉到管制保安部上工作，如時任三郎飾演的結城昇、梶原善飾演的矢野元治、野波麻帆飾演的中島晴、別所哲也飾演的冰室一生、及螢雪次朗飾演的田邊明。而野間口徹飾演的敷島貴志，則成為劇中由小野武彥飾演的橫山博開設的「敷島咖啡」店長。另一主角川原亞矢子飾演的鈴木真紀，則在第十集客串演出，但由東京區域管制中心轉職至美国联邦航空管理局。

## 演員表

### 羽田空港（東京國際空港管制保安部）
| 演員       | 角色     | 介紹 | 年齡 |
| 深田恭子   | 篠田香織 | 新人管制官 從日本航空機場地勤轉職 嗜好為跑步 酒井真奈、桐島悠、西川俊一之好友 本上圭介戀人 提議用模擬器室訓練弄活前職的「飛機移動的時間和成本」的管制，不過由於空中交通管制業務最重要的是「飛機的安全和秩序」被訓練官竹內拒絕想法 | 30歲 |
| 佐佐木希   | 酒井真奈 | 管制官 篠田香織之好友 童年曾和父母在海外生活 常說 喜歡在別人姓氏第一個字加上「小」字 | 24歲 |
| 要潤       | 近藤幸宏 | 主任管制官／訓練監督者 | 32歲 |
| 瀨戶康史   | 山下佑司 | 管制官 喜歡電車 | 24歲 |
| 瀨戶朝香   | 竹内裕美 | 主任管制官／訓練監督者（特別演出） | 35歲 |
| 時任三郎   | 結城昇   | 主幹管制官 喜歡吃 | 48歲 |
| 長谷川朝晴 | 岡本哲治 | 主任管制官 很喜歡所澤市，夢想是在所澤的東京區域管制中心工作 | 40歲 |
| 梶原善     | 矢野元治 | 主幹管制官 是一位將棋高手 | 49歲 |
| 大高洋夫   | 久保悟   | 副管制官。 |      |
| 大塚弘田   | 川上栄一 | 管制官。 |      |
| 別所哲也   | 冰室一生 | 高層管制官。 國土交通運輸航空局到東京航空交通管制部調動。妻子為東航交流交通管制人員。 | 48歲 |
| 螢雪次朗   | 田邊明   | 管制部長。 前東京航空交通管制部高階官。從東航交時代與結城對立。 | 57歲 |

### 日本航空
| 演員       | 角色       | 介紹 | 年齡 |
| 佐藤江梨子 | 桐島悠     | 日航機場地勤，篠田香織之好友                                                                                 | 30歲 |
| 山口紗彌加 | 城之内玲子 | 日航機場地勤                                                                                                 | 35歲 |
| 忍成修吾   | 西川俊一   | 波音777副駕駛 本上圭介、篠田香織之友                                                                         | －   |
| 淺香航大   | 飯田博之   | 見習機師 他在第10集成為了波音777副駕駛                                                                       | 24歲 |
| 平岡祐太   | 本上圭介   | 篠田香織戀人 原是飛行員候補，因出車禍斷送夢想 後因同行激勵和看見篠田的努力而決定復職，擔任羽田機場日航簽派員 | 30歲 |
| 神尾佑     | 槙野仁     | 飛機維修工程師                                                                                               | 43歲 |
| 野村麻純   | 流川雪     | 飛機維修員                                                                                                   |      |
| 上原美佐   | 工藤美希   | | 29歲 |

#### 國土交通運輸航空事務所
| 演員     | 角色     | 介紹                         | 年齡 |
| 笠原秀幸 | 田中和也 | 機場消防隊員                 |      |
| 飯尾和樹 | 杉內泰三 | 航空保安協會所屬的空中巡視官 | 45歲 |
| 河原健二 | 村田智弘 | 空中巡視官                   |      |

### 東京航空交通管制部
| 演員     | 角色     | 介紹 | 年齡 |
| 野波麻帆 | 中島晴   | 任所澤市東京航空交通管制部任職五年。有氣象預報員的資格。 之後從東京航空交通管制部調至羽田機場，遞補竹內至國際民航組織（ICAO）任職後留下的空缺。調任至羽田機場除了業務移交外，也接受竹內的指導，熟悉羽田機場塔台的工作。過去似乎與敷島有所爭執。 | 29歲 |
| 橋本麗香 | 神田綾香 | 東京航空交通管制部管制官。 |      |

### 敷島咖啡
| 演員     | 角色     | 介紹 | 年齡 |
| 野間口徹 | 敷島貴志 | 前東京航空管制官。岡本的同行。 京濱急行電鐵青物横丁站附近的敷島咖啡加盟店經理。有豐富的咖啡知識，本身沒有咖啡因過敏。店址離機場相距甚遠，過去保安部的同事都是專程到店裡捧場。 | 33歲 |
| 小野武彥 | 橫山博   | 前東京航空管制技術官。 擁有豐富咖啡知識，退休後在吉祥寺開設敷島咖啡。 | 61歲 |

### 其他
| 演員            | 角色     | 介紹                       | 年齡 |
| 喜多郎          | 大野彌生 | 機場商店的店員。           |      |
| 泰斗侯爾·海德威 | 竹內空   | 裕美的兒子。父親是美國人。 |      |

### 客串
| 演員         | 角色     | 介紹 | 集數  |
| 土師野隆之介 | 渡邊健太 | 獨自一人準備搭機前往北海道見奶奶的小朋友，在前往機場的東京單軌電車羽田機場線的電車上遇到了香織，在香織的協助下，於起飛前最後一刻及時趕上班機。 | 1     |
| 阿諾·雷家斯  | 克里門特 | 為了見妻子與患有疾病的兒子而來到日本的外國男子，但因有逾期居留的紀錄無法入境，因此私自離開航廈闖入跑道，最後被遣返回國。                       | 2     |
| 丘光子       | 丘光子   | 竹內的母親。 | 2     |
| 堀內正美     | 北川     | 波音777機長兼飛行部門指導教官。 | 3     |
| 木南晴夏     | 矢吹典子 | 全日空關係企業「Jalux」的紅酒採購。 | 4     |
| 肘井美佳     | 田口七美 | 全日本空輸空中乘务员教育官。 | 5，10 |
| 仲村瑠璃亞   | 米山貴子 | 全日本空輸空中乘务员實習生。 | 5     |
| 新田祐里子   | 真野光   | 全日本空輸空中乘务员實習生。 | 5     |
| 池田道枝     | 小島鈴子 | 小島健吾的妻子。花了五年時間，與公司方進行談判，完成「小島飛行」（招待安寧病房的幼童搭乘飛機環繞羽田機場一週）的計畫。當時是小島飛行的空姐。   | 5     |
| 橋爪淳       | 栗山     | 國土交通大臣。 | 6，7  |
| 菅原大吉     | 齊藤誠   | 東京機場管制部其他部隊的管制官。擔任香織的評級測試的主考官。                                                                                   | 7     |
| 神保悟志     | 見次     | 波音777機長。 | 8     |
| 小村裕次郎   | 橫山誠   | JNC新聞記者。 | 9     |
| 若杉宏二     | 遠藤     | 福岡空中交通管理中心管制官。 | 9     |
| 飯田基祐     | 三宅     | 波音777機長。 | 9，10 |
| 小倉智昭     | 上本仁史 | 東京國際機場長。 | 9，10 |
| 川原亞矢子   | 鈴木真紀 | 美國聯邦航空管理局勤務。前東京航空交通管制部主管。                                                                                             | 10    |

## 收视率
| 集數                                                                | 播放日期       | 日文副標題 | 中文副標題                                         | 導演   | 收視率 |
| 第1話                                                               | 2012年10月14日 |            | 操縱天空的空中交通管制官，迴避空中飛行產生的矛盾！ |        | 14.0%  |
| 第2話                                                               | 2012年10月21日 |            | 機場緊急封閉！逐漸接近的可疑者的影子…              | 9.4%   |        |
| 第3話                                                               | 2012年10月28日 |            | 空中交通管制官vs飛行員！ 所謂保護天空的責任…       |        | 9.3%   |
| 第4話                                                               | 2012年11月4日  |            | 引導100年的航運夢想的空中交通管制官！              |        | 9.6%   |
| 第5話                                                               | 2012年11月11日 |            | 1張照片所隱藏的40年前飛行故事                      |        | 8.3%   |
| 第6話                                                               | 2012年11月18日 |            | 最終的選擇-1人的生命vs200人的生命                  | 成田岳 | 8.1%   |
| 第7話                                                               | 2012年11月25日 |            | 被迫處於交錯的所想…窮境的管制官                    |        | 9.7%   |
| 第8話                                                               | 2012年12月2日  |            | 用飛機糾紛被試驗的管制官的紐帶                     | 成田岳 | 12.0%  |
| 第9話                                                               | 2012年12月9日  |            | 不到達的聲音…航空站歷史上最壞的2天                 |        | 9.6%   |
| 最終話                                                              | 2012年12月23日 |            | 感動的最終回！保護生命的空中交通管制官             | 成田岳 | 10.5%  |
| 平均收视率10.2%（收视率为日本关东地区收视，由Video Research调查。） |                |            |                                                    |        |        |

## 德之島機場

### 演員表

#### 德之島機場管制保安部
- 小林淳子 - 小池榮子

管制官。負責指導下柳。
- 原光司 - 音尾琢真

主任管制官。自東京ACC轉調。
- 下柳哲司 - 阪田雅信

主任管制官。自東京ACC轉調。
- 下柳成美 - 奥田恵梨華

哲司的妻子兼同事。因產假現正停職中。

#### 其他
- 鳥羽大治郎 - 村木仁

前管制官，現為空中巡邏官。
- 南國天空航空機長（聲音） - 飯野智司（第3－4話）
- 南國天空航空機長兼空軍一號機長（聲音） - 平床政治（第3－4話）
- 特別感謝 - 時任三郎、梶原善、深田恭子、佐佐木希、瀨戶朝香、川原亞史子（第4話）

## 節目的變遷
| 日本富士電視台系列 Dramatic Sunday     | 日本富士電視台系列 Dramatic Sunday                          | 日本富士電視台系列 Dramatic Sunday |
| -------------------------------------- | ----------------------------------------------------------- | ---------------------------------- |
|                                        | TOKYO机场～東京機場管制保安部～ （2012.10.14 - 2012.12.23） |                                    |
| 美麗的天雨 （2012.07.01 - 2012.09.16） | dinner （2013.01.13 - 2013.03.24）                          |                                    |

| 香港 Now101台 星期六 23:30-00:30 6月15日連播兩集 | 香港 Now101台 星期六 23:30-00:30 6月15日連播兩集 | 香港 Now101台 星期六 23:30-00:30 6月15日連播兩集 |
| ------------------------------------------------ | ------------------------------------------------ | ------------------------------------------------ |
|                                                  | 東京機場 （2013.04.20 - 2013.06.15）             |                                                  |
| 新增時段                                         | 惡作劇之吻 （2013.06.22 - 2013.10.05）           |                                                  |

| 臺灣 緯來日本台 週一至週五 20:00 - 22:00     | 臺灣 緯來日本台 週一至週五 20:00 - 22:00 | 臺灣 緯來日本台 週一至週五 20:00 - 22:00 |
| -------------------------------------------- | ---------------------------------------- | ---------------------------------------- |
|                                              | 東京空港物語 （2014.09.02 - 2014.09.15） |                                          |
| 王牌女行員花咲舞 （2014.08.19 - 2014.09.02） | 機師訓練班 （2014.09.17 - 2014.10.01）   |                                          |